# John von Collas

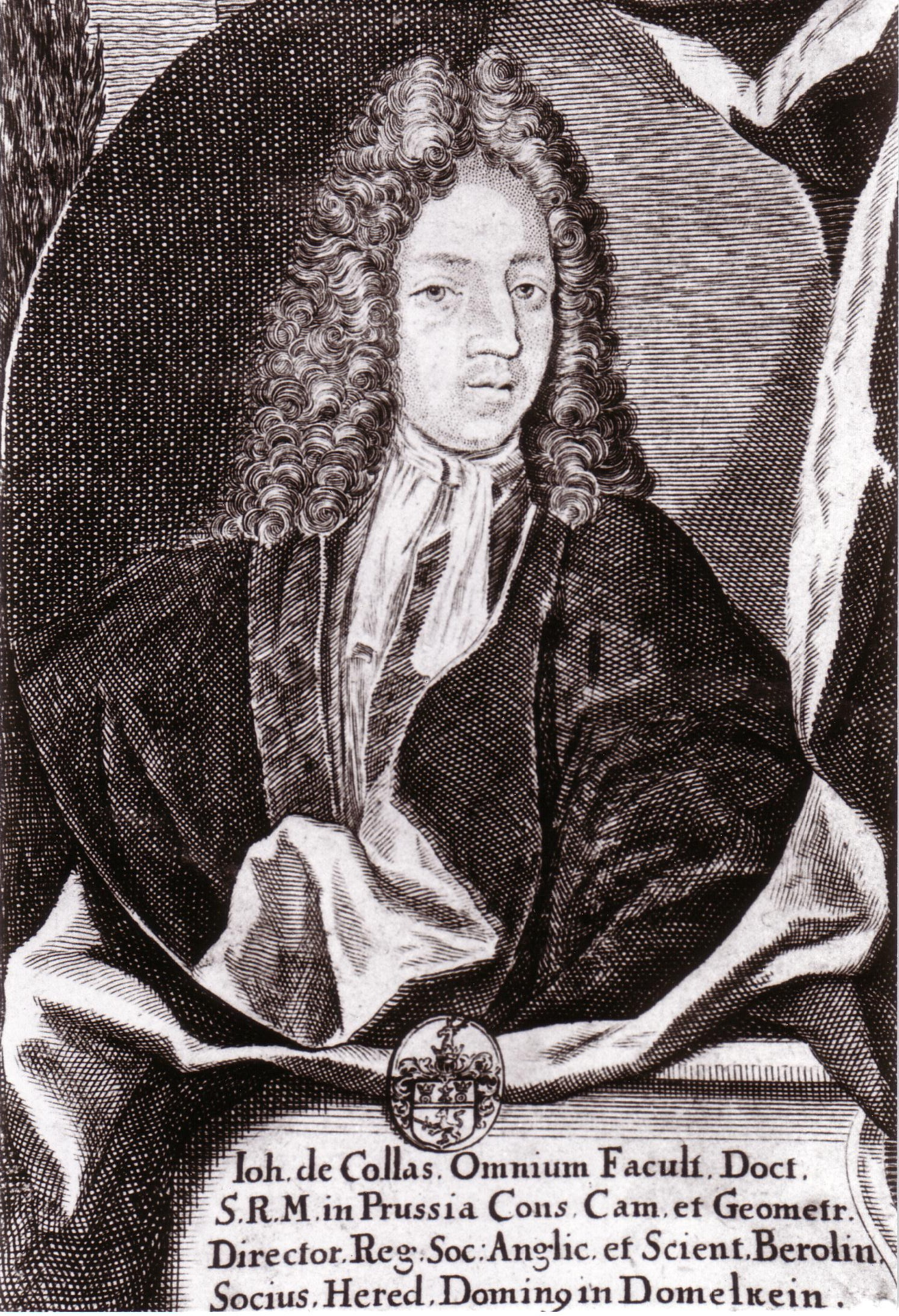
John von Collas

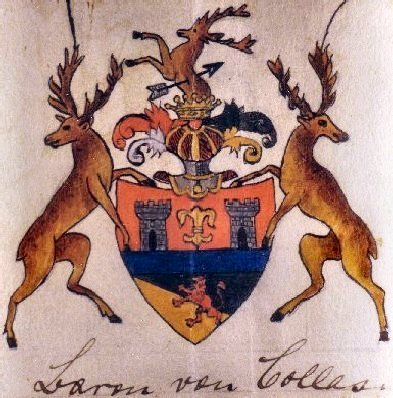
Das Wappen der
Familie von Collas

John von Collas, auch  Johann von Collas (* 11. November 1678 als Jean de Collas in Sedan, Frankreich; † 16. Juni 1753 auf Gut Weißenstein bei Gutenfeld, Landkreis Königsberg, Ostpreußen) war ein aus hugenottischer Familie stammender preußischer Gelehrter und Baumeister.

## Leben

### Herkunft und Familie
Collas entstammte einer alten französischen Hugenottenfamilie, die ihren Ursprung im 14. Jahrhundert in der Normandie hat. Er war der Sohn des Antoine de Collas († 1693)  und der Elisabeth de Vilain († 1681) aus Flandern. Im Alter von drei Jahren verlor er seine Mutter, und nach der Aufhebung des Edikts von Nantes durch das Edikt von Fontainebleau (vom 18. Oktober 1685) mussten er, sein Vater und seine Geschwister als verfolgte Hugenotten in die Niederlande fliehen. Sein Vater war ein enger Vertrauter des Prinzen Wilhelm von Oranien (1650–1702), der im Zuge der Glorious Revolution 1688 zum König von England aufstieg.

### Jugend und Studium in England
Die Familie Collas folgte Wilhelm von Oranien nach London. Da Johns Vater als Rat zum Gefolge von William Russell, 5. Earl of Bedford gehörte, wuchs der Junge in dessen Haus in  Covent Garden und auf seinen Gütern in Woburn Abbey auf. Schon 1688 war er Page  der Enkelin des Herzogs, Lady Mary Butler (1646–1707), die mit William Cavendish, 4. Earl of Devonshire (1640–1707) verheiratet war. Sowohl Russel als auch Cavendish hatten Wilhelm von Oranien auf den englischen Thron verholfen, weshalb er ihnen 1694 die Herzogswürde verlieh.
Bei der Krönung Wilhelms III. und seiner Frau Maria II. (1662–1694)  in der Westminster Abbey am 11. April 1689 war John Collas Page der Königin und trug deren Schleppe. Nach dem Tod des Vaters im Dezember 1693 wurde Collas als 15-Jähriger der Vormundschaft seines Vetters Daniel Poulce, einem Kammerherrn  der Königin, unterstellt. Bereits mit 22 Jahren war John von Collas ein anerkannter Wissenschaftler, Doktor mehrerer Fakultäten und Mitglied der Royal Society.

### Leben in  Ostpreußen
Im Herbst 1701 kam John von Collas als 23-Jähriger im Zuge einer geplanten Asienreise zusammen mit Reichsgraf Heinrich XXIV. von Reuß-Plauen nach Königsberg. Dort war er im Winter 1701/1702 Gast des Generalleutnants Graf Joachim Heinrich Truchseß von Waldburg in Langheim, Kreis Rastenburg, wo er mit weiteren Vertretern ostpreußischer Adelsgeschlechter bekannt wurde. 1703 gab er den Plan zu der Asienreise auf und entschloss sich zum dauernden Aufenthalt in Ostpreußen. Er erwarb deshalb zunächst das Gut Dommelkeim im Samland.
In den folgenden 30 Jahren war Collas als Wissenschaftler und Baumeister tätig. Er machte Karriere als königlich preußischer Oberstleutnant, königlich preußischer Direktor der Geometer (Ernennung 5. Oktober 1711) und Kammerrat (1712–1735), Oberingenieur (Patent vom 22. Januar 1714) und vielseitiger Gelehrter (z. B. anerkannter Mathematiker, er dichtete auf Latein) und berühmter Baumeister. Er wurde Mitglied der Preußischen Akademie der Wissenschaften (erwähnt 1704). Er erwarb im Laufe der Zeit weitere Güter:  Güter Dommelkeim (im späteren Landkreis Bartenstein (Ostpr.)) (1703–1753), Naujeninken (1703–1731), Brandwehten (1703–1731), Perkuhnen (1717–1731) und Sauerwalde (1720–1731), alle im Kr. Ragnit, Laugallen (1718–1731), Kraupischkehmen, Kr. Gumbinnen (1718–1731), Weißenstein bei Gutenfeld, Kr. Königsberg (Erbteilung 1721–1753), mehrere Häuser und Grundstücke in Wehlau (1721–1753) bei Königsberg und Borchersdorf (1724–1753) im Landkreis Königsberg. Insgesamt besaß Collas 165 preußische Hufen (ca. 2.720 Hektar) Grund und Boden.
Um 1734 setzte er sich zur Ruhe und verbrachte seinen Lebensabend auf Weißenstein mit der Bewirtschaftung seiner Güter, ohne aber seine wissenschaftliche Beschäftigung aufzugeben.

### Ehe und Nachkommen
John von Collas hatte am 30. April 1716 in Königsberg Charlotte Pelet aus dem Hause Weißenstein-Glaubitten (* 27. Februar 1700 in Königsberg; † 29. Dezember 1751) geheiratet, die Tochter des Hofkaufmanns Pierre Pelet in Königsberg, Herr auf Gut Weißenstein, und der Maria Elisabeth Salomon aus Hamburg. Collas einzige Tochter Charlotte Maria Rahel von Collas (1723–1794) heiratete 1750 den königlich preußischen Generalmajor Paul von Natalis (1720–1789). Sein Sohn Johann Jakob von Collas (1721–1792) war von Friedrich dem Großen knapp 27 Jahre (1760–1786) auf der Festung Magdeburg interniert worden.
Johns Enkel, Friedrich von Collas (1760–1836), überließ 1796 dem preußischen König Friedrich Wilhelm II. die aus dem Besitz seines Großvaters stammenden Zeichnungen und Schriften über das Königreich Preußen, erhielt von diesem durch Handschreiben vom 25. November 1796 hierfür „eine Expectanz auf das Stift Unser lieben Frauen in Halberstadt confirmiret“ und wurde, nachdem er noch von König Friedrich Wilhelm III. am 3. Februar 1801 auf die nächste Vakanz vertröstet worden war, schließlich mit einer Domherrenstelle beliehen.

## Werke

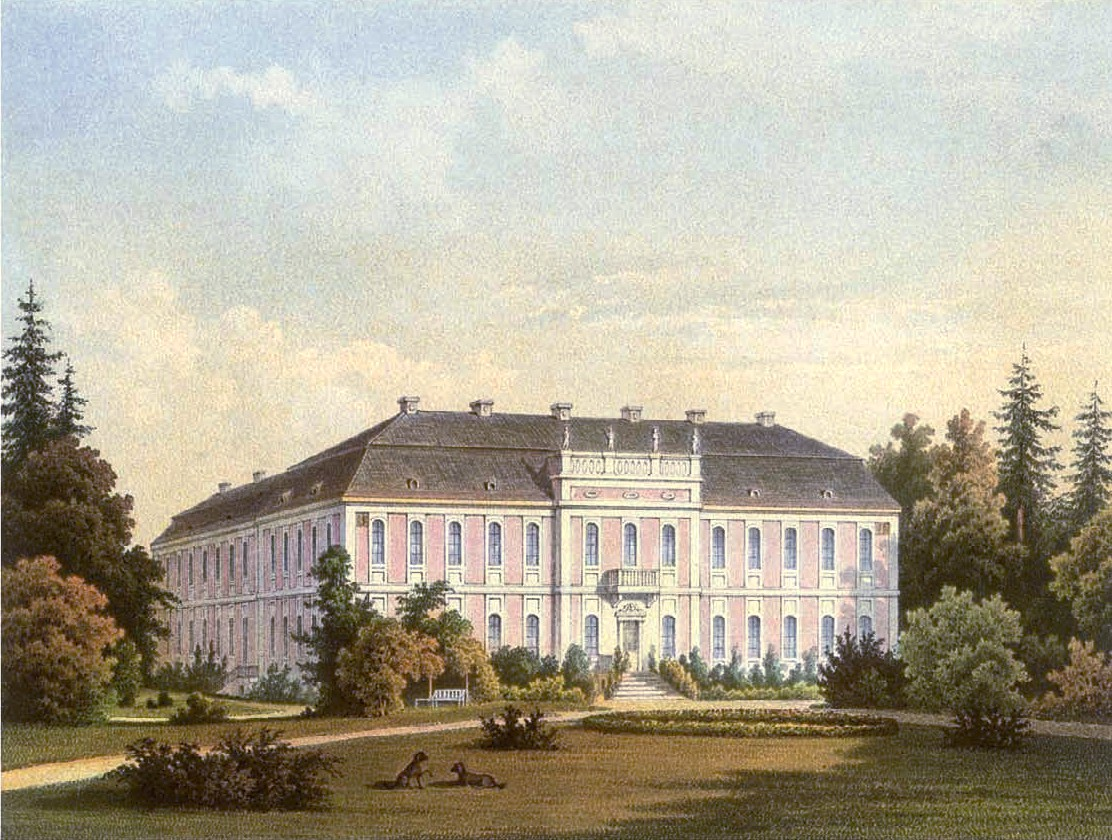
Schloss Finckenstein um 1860, Sammlung Alexander Duncker

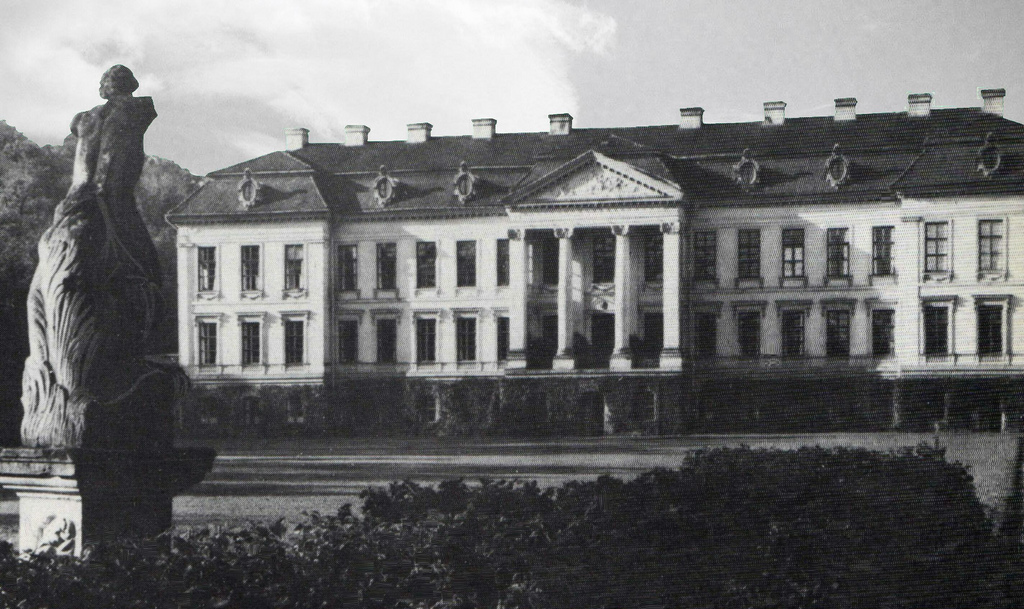
Schloss Friedrichstein

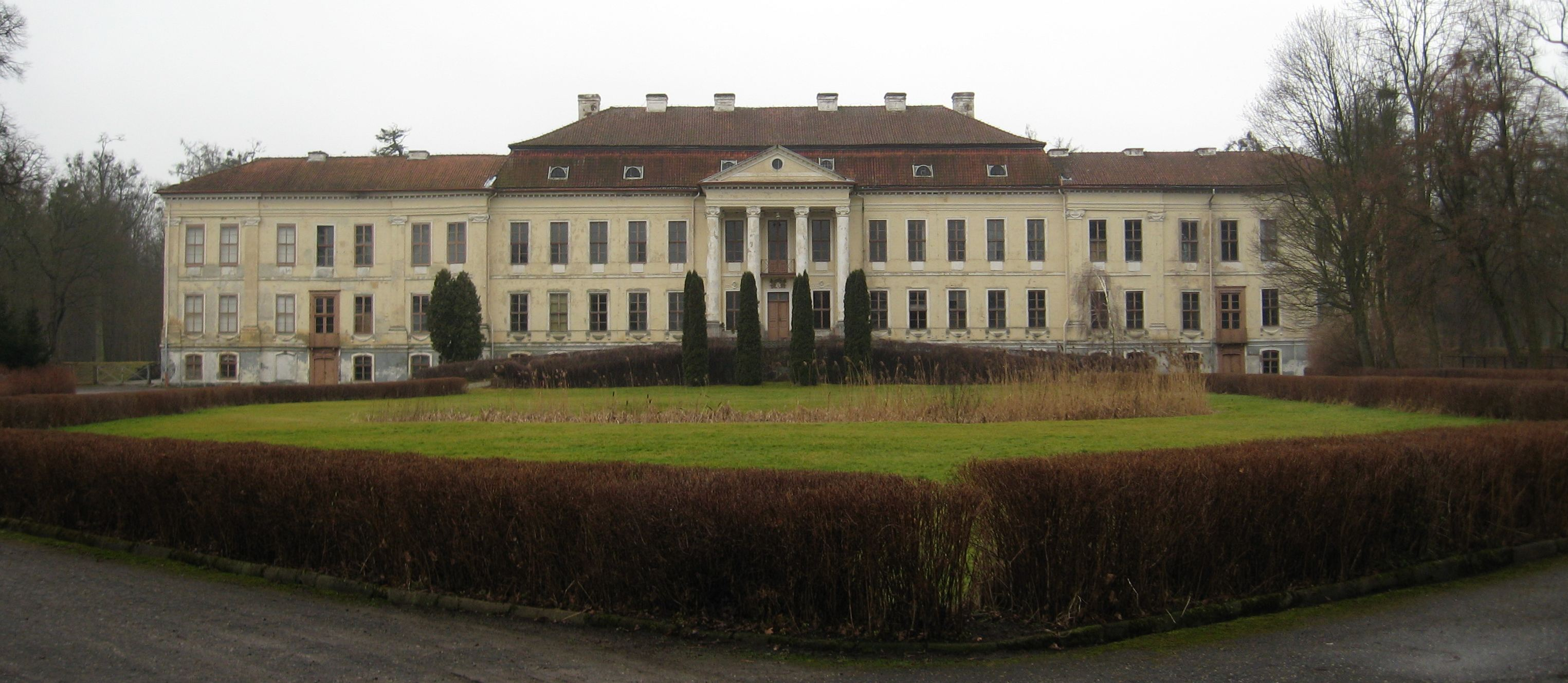
Schloss Dönhoffstädt

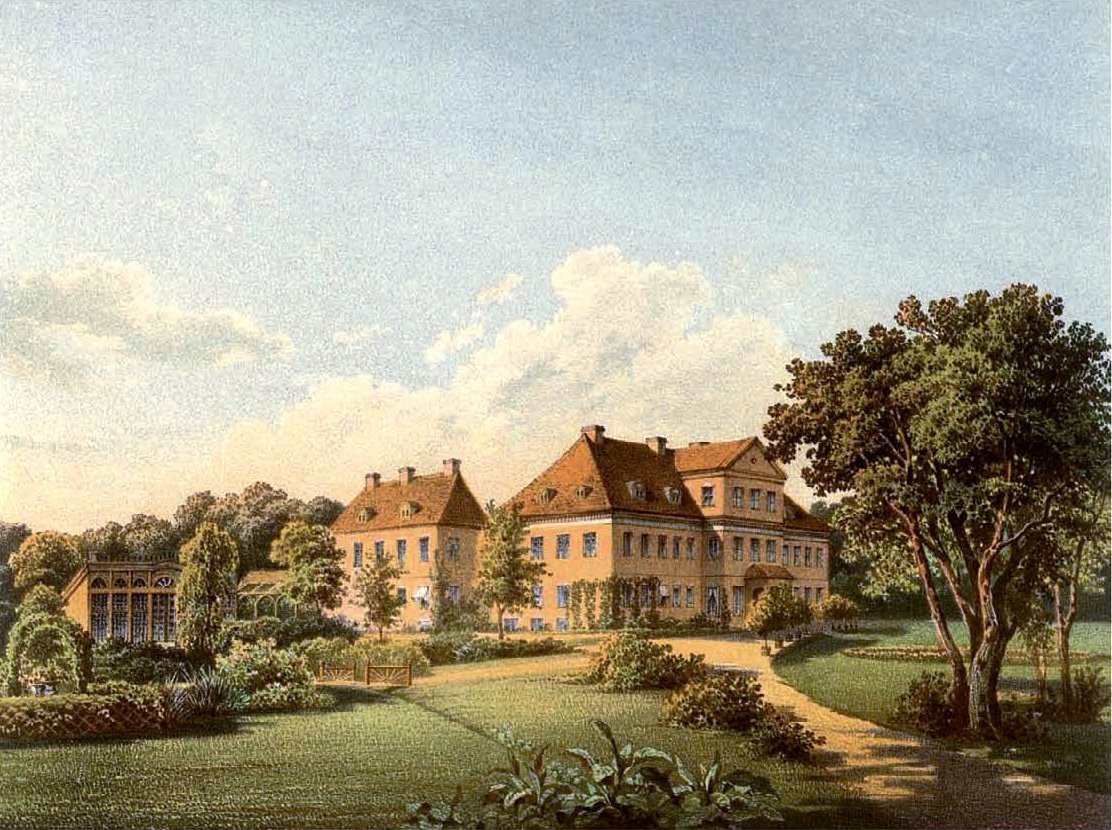
Schloss Carwinden um 1860, Sammlung Alexander Duncker

### Wissenschaft
John von Collas ist der Autor umfangreicher Fachliteratur der Architektur und Mathematik, der Schiffbaukunst und Navigation in deutscher, lateinischer, englischer und französischer Sprache. Viele seiner Schriften blieben jedoch Manuskripte, die nie gedruckt wurden.
Beispiele seiner Schriften:
- Vollständiger Gebrauch der Civil-Baukunst, oder eine vollkommene Anweisung zu der Civil-Architectur.
- Specification derer Ämter u. Beambten im Amt Isenburg. Königsberg 1714 (Staatsarchiv Königsberg E.M. 4a71).
- Wahre Beschreibung des Königreichs Preußen und deßen Interesse, sowohl in Oeconomicis, fremden und einheimischen Commerciis, als Politicis zu Krieg und Friedenszeiten. - mit 32 Karten von allen Hauptämtern Preußens und „Abrissen der vornehmsten Städte, Festungen, Paläste und Lusthäuser“.
- Landkarte Preußens. auf vier Bogen mit der Feder gezeichnet.

### Bauwerke
Collas erbaute u. a. die ostpreußischen Schlösser Jäskendorf im Landkreis Mohrungen (Ostpreußen), Schloss Finckenstein im Kreis Rosenberg (Westpreußen), Friedrichstein (1709–1714 für Graf Otto Magnus von Dönhoff nach Plänen des Berliner Zeughausarchitekten Jean de Bodt) und im ostpreußischen Landkreis Rastenburg das Schloss Dönhoffstädt (1710–1716 für Graf Bogislav Friedrich von Dönhoff in Anlehnung an Friedrichstein). Außerdem baute er das Schloss Carwinden etwa 1720 um.

## Ehrungen
- In der Stadt Schippenbeil, Kr. Bartenstein, wurde nach ihm der Collas-Platz benannt.